# LBV 1806-20
LBV 1806-20 es una estrella hipergigante —o posiblemente una estrella binaria— que se encuentra a una distancia estimada entre 30.000 y 49.000 años luz del Sol.
LBV 1806-20 se encuentra en el otro extremo de la galaxia, en el centro de la radio nebulosa G10.0-0.3. Está en el extremo del cúmulo Cl* 1806-20, que forma parte de W31, una de las mayores regiones H II de la Vía Láctea. Este cúmulo contiene otras estrellas supermasivas, como dos estrellas de Wolf-Rayet ricas en carbono (WC9d y WCL), dos hipergigantes azules y un magnetar (SGR 1806-20).

## Características físicas
El sistema tiene una masa entre 130 y 200 masas solares y una luminosidad variable entre 5 y 40 millones de soles, comparable a la de Eta Carinae o estrella Pistola, todas ellas estrellas variables azules luminosas.
Actualmente su tipo espectral se halla entre O9 y B2.
A pesar de su luminosidad, LBV 1806-20 es virtualmente invisible desde la Tierra porque nos llega menos de una milmillonésima parte de su luz, quedando el resto absorbida por gas y polvo interestelar. Tiene magnitud aparente 35 en el espectro visible y magnitud 8 en longitud de onda de 2 μm en el infrarrojo cercano.

## Teoría de formación
Las teorías actuales de formación estelar indican que una estrella debe tener como máximo unas 120 masas solares, inferior a la masa mínima estimada de 130 masas solares para LBV 1806-20. Recientes estudios de espectroscopia de alta resolución sugieren que LBV 1806-20 no es una única estrella sino un sistema binario masivo, siendo en este caso la masa de cada una de las estrellas considerablemente inferior al límite máximo para la formación estelar.